# 女史箴图
《女史箴图》长卷，相傳为晋顧愷之的作品，但现代学者普遍认为该画卷为5世纪到8世纪时期的摹品。此画根据晋诗人张华所公元292年作《女史箴》一文所绘，《女史箴》用于告诫皇帝后宫中的女性尊崇妇德，此画卷表现了张华的诗歌。
此画是现存已知的最早的中国画长卷之一，也是世界上最著名的中国书画作品之一。最早见于记录是宋徽宗时期，传世几百年留下了大量藏家的印章，最后成为了乾隆皇帝的收藏。1900年八国联军进入北京，《女史箴图》被英军从清宫掠走，現藏于伦敦的大英博物馆。
这幅画卷并不完整，十二幅场景中的前三幅场景已经丢失，北京故宫博物院现拥有十二幅场景的南宋素描摹本。
此画卷入选BBC《100件文物中的世界史》，是其中的第39件文物。

## 背景

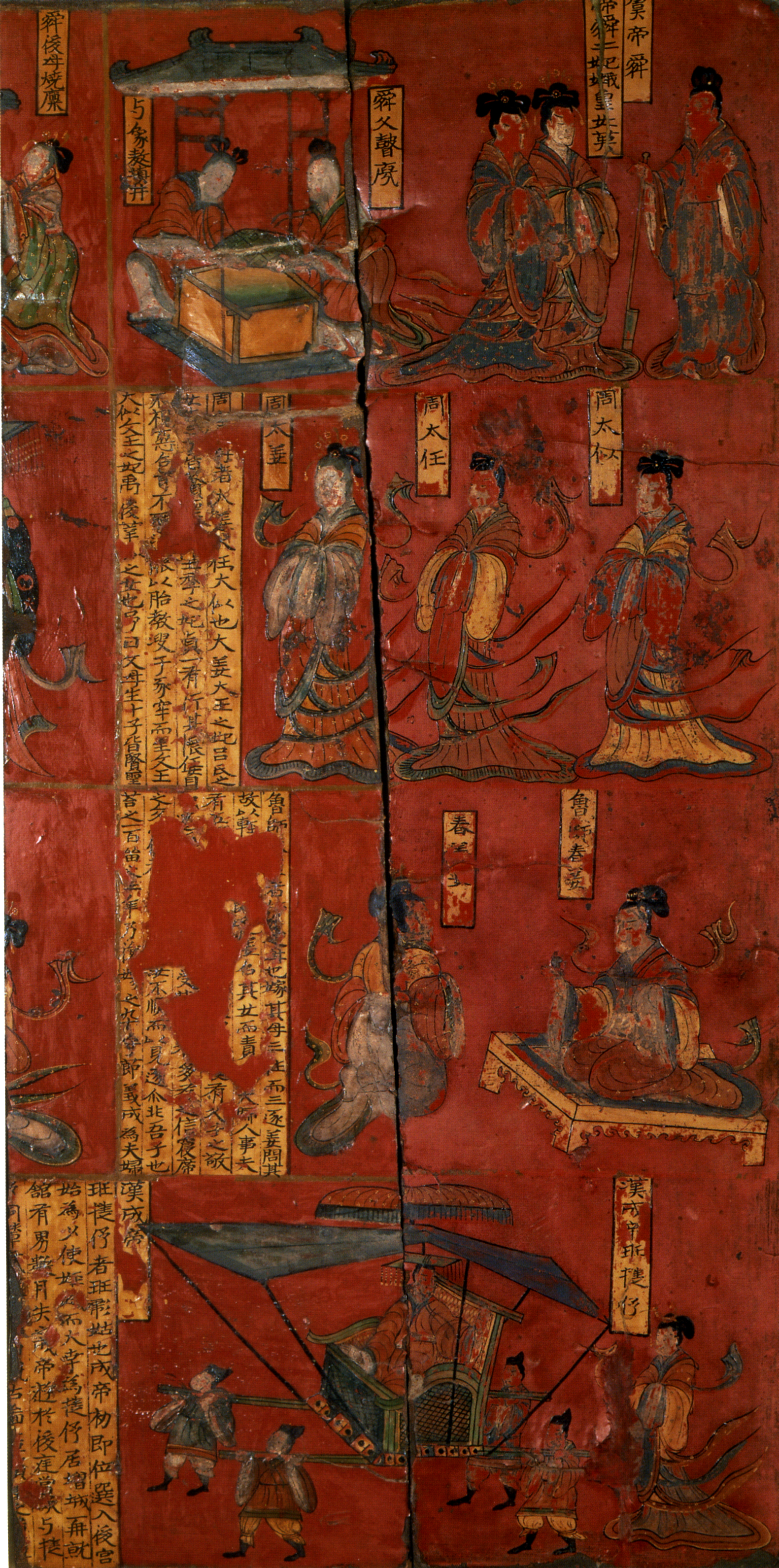
北魏漆案

西晋惠帝时期，贾后专权，祸乱后宫，贾后失败之后，张华作《女史箴》一文来教导后宫女性应该遵守的道德标准。
《女史箴图》以绘画形式展示了292行的张华的诗，用于教导皇帝后宫中的女性遵从妇德。中国儒家礼仪有专门约束和限制女性的妇德或称妇道，其主要内容有：明妇顺，倡妇德，讲贞节，男尊女卑，等等，妇德要求女性一生顺从男人的支配，保持地位低下和艰难，保持温柔安静,等等，《女史箴图》教导宫廷女性尊崇妇德，以得到荣誉。
最早用来展示张华诗的作品已不可考，1986年出土的北魏司馬金龍（？- 484年12月19日）墓漆案，就有班姬辭輦的场景，意味着张华的作品很早就被人们所引用。
也有学者认为，最早期的《女史箴图》可能是晋朝官方为張貴人刺杀晋孝武帝事件警示后宫下令绘制。

## 作者和绘制时间
此画一直被认为是晋顾恺之所作，但是画作上并没有顾恺之的签字和印章；并且，现在没有发现顾恺之绘制此画的文字记载。最早提到这幅画的是宋代的米芾，米芾认为此画为顾恺之所作，但是没有他是以何种方式认定此为顾恺之作品的记载。后来此画被收录到宋徽宗的1120年的宣和画谱中，宣和画谱记录该作品为宋徽宗所藏九件顾恺之作品之一。由于宣和画谱的记录，《女史箴图》一直被认为是顾恺之作品直至近代。
1816年清代学者胡敬（1769–1845)第一次指出这幅《女史箴图》不是顾恺之的原作，而是唐代摹本。到20世纪，又有学者根据画作中关于景物的绘画的风格，提出这幅画不是顾恺之的作品國立台灣大學藝術史研究所的陳葆真根据1986年司馬金龍墓的发现指出，《女史箴图》是早期《女史箴图》的唐代摹本，作者很可能是顾恺之。同时，通过对画卷的紫外线扫描，发现了画作历经千年，经过数次修改和维修，可能造成了景物风格的变化。

## 故宫博物院藏本

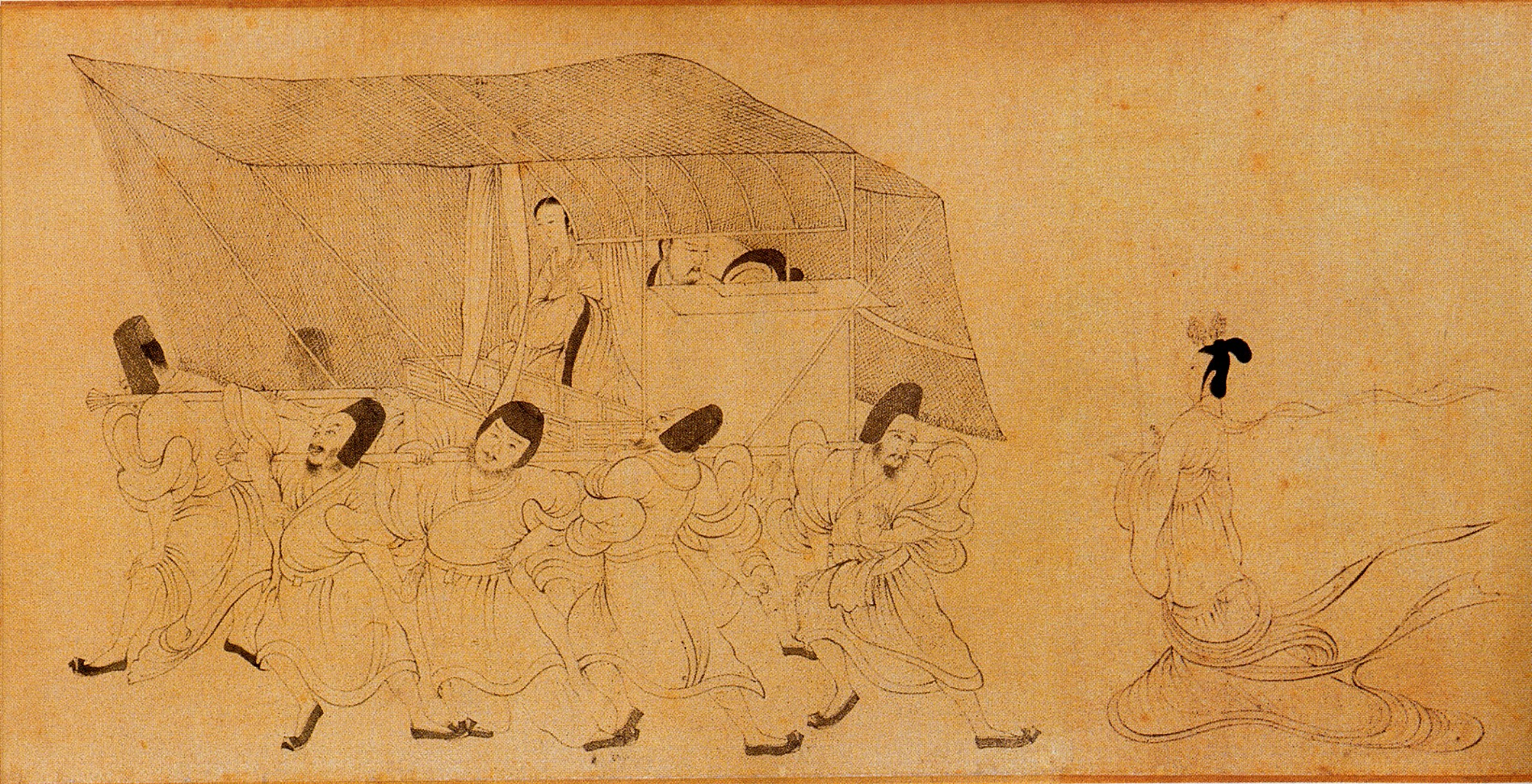
故宫博物院藏本

北京故宫博物院藏有一宋孝宗时期的素描摹本，该素描摹本为临摹大英博物馆本，并且保存了所有十二幅场景。但是，前三幅场景的绘画却没有后九幅详细，可能前三段场景在制作此摹本的时候已经丢失，而为后人创作。

## 画卷的构成
现存大英博物馆藏《女史箴图》现存原作12幅场景中的九幅，历代又在画卷两段添加内容。现在画卷被分为三部分平放展示。
大英博物馆展示的三部分如下：
第一部分：原作部分，长348厘米，高25厘米；
第二部分：后世添加部分，长329厘米，高25厘米；
第三部分：乾隆朝邹一桂所作松竹石泉，长74厘米，高24.8厘米。

被大英博物馆分割前的画卷构成如下：

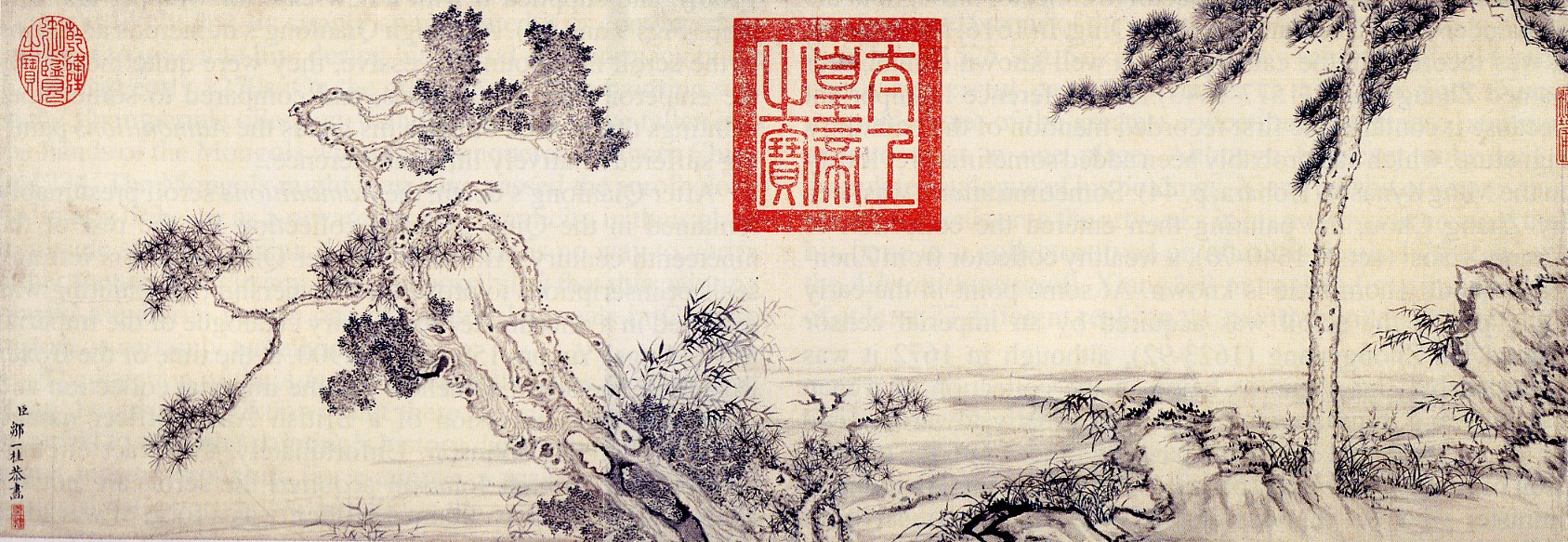
乾隆朝邹一桂所作松竹石泉 (1686–1772)

- 蓝锦缎绣花外皮，上乾隆御题“顧愷之畫女史箴並書真蹟，內府珍玩神品”，为1746年重新装裱时所加。
- 宋代丝绸牡丹绣球外皮，可能为宋徽宗时期制作
- 丝质画布，乾隆御“彤管芳”[18]
- 宋代丝质画布，盖有大量收藏章
- 黄绸画布，乾隆御题诗和兰花
- 九场景《女史箴图》原作
- 宋代丝质画布，盖有大量收藏章
- 宋代丝质画布，乾隆绘兰花
- 金章宗手写张华诗作，[19]  由于该部分尺寸和原作完全不同，可证明此金章宗手书是其他作品中剪切下来，粘贴到《女史箴图》中。[20]
- 丝质画布，項元汴(1525–1590)所作长后记
- 丝质画布，乾隆皇帝后记
- 纸质画布，乾隆朝邹一桂所作松竹石泉，长74厘米，高24.8厘米

## 描述
大英博物馆版前三幅场景丢失。以下介绍最有可能的场景组成。
十二段场景如下
- 场景1——引言；
- 场景2–5——介绍历史上著名的帝王后妃；
- 场景6——山景图和对后面6幅场景的介绍；
- 场景7–11——宫廷生活；
- 场景12——结尾，宫廷女官记录训诫。

张华的诗歌的摘录放在每个场景的前部分。

### 场景1：引言
茫茫造化，二儀始分。
散氣流形，既陶既甄。
在帝庖羲，肇經天人。
爰始夫婦，以及君臣。
家道以正，王猷有倫。
婦德尚柔，含章貞吉。
婉嫕淑慎，正位居室。
施衿結褵，虔恭中饋。
肅慎爾儀，式瞻清懿。
第一部分引言只存在于故宫博物院版。画中男女对视，男女之间的一段诗文可能是被错误放置于此。
此部分介绍了《女史箴图》所表现的主题，即中国传统社会中束缚妇女的传统男尊女卑的妇德或妇道。 。

### 场景2：樊姬感莊
樊姬感莊，不食鮮禽。
楚庄王时期的樊姬，为了反对庄王的奢华生活，连续三年不吃庄王狩猎得到的鲜肉。

### 场景3：衛姬諫齊桓公
衛女矯桓，耳忘和音。
志厲義高，而二主易心。
齐桓公夫人衛姬，以不听和乐的方式劝告齐桓公上进。

### 场景4：冯婕妤挡熊
玄熊攀檻，馮媛趍進。
夫豈無畏？知死不恡！
此场景为大英博物馆藏《女史箴图》第一个场景冯婕妤，冯媛，建昭元年（公元前38年），汉元帝在虎圈观兽搏斗，妃嫔都在座奉陪。一只熊突然跑了出圈外，冯媛挡熊救驾。这个画面，展示了冯婕妤直面黑熊，就要被黑熊所伤，被手持长矛的两侍卫救下，皇帝和两个后妃看着事情的进行，而另外一个后妃伏婕妤却跑开了，这个逃跑的场景在张华的诗作中并没有提及，却是汉书中所记载，这说明作者的画作并没有完全按照张华的诗作来创作。
对比大英博物馆和故宫博物院的摹本，故宫博物院的摹本中人物间隔比较大，减轻了挡熊过程中的紧张程度，下一场景的描述文字也被错误的放到逃跑的婕妤后面。

### 场景5：班婕妤辞辇
班妾有辭，割驩同輦。
夫豈不懷？防微慮遠！
汉成帝便与班婕妤出游，邀班婕妤同銮，但却遭到班婕妤的拒绝，她说：“看古代留下的图画，圣贤之君，都有名臣在侧。夏、商、周三代的末主夏桀、商纣、周幽王，才有嬖幸的妃子在坐，最后竟然落到国亡毁身的境地，我如果和你同车出进，那就跟他们很相似了，能不令人凛然而惊吗？”。汉成帝之后，王莽篡汉。
这个场景也出现在1986年出土的北魏司馬金龍（？- 484）墓漆案上，但是北魏司馬金龍（？- 484）墓漆案上的皇帝銮驾上没有妃子同坐，而《女史箴图》的銮驾上确有妃子同坐，表示皇帝的行为不合时宜，暗示后来的王莽篡汉。
第2，3，4，5个场景，以古代帝王后妃的故事，来教育女性应该具备的妇德。

### 场景6：山景和猎人
道罔隆而不殺，物無盛而不衰。
日中則昃，月滿則微。
崇猶塵積，替若駭機。
画中绘有一山，山中有老虎和其他动物，鸟类飞向山中，一红色的太阳在右边，一满月在左边，左面一猎人持弩瞄准老虎。
这个场景为前面的著名帝王后妃的故事作一个结语，然后转向画卷的下一个部分。
这个场景表现了世事皆难逃盛极而衰的法则，只有妇德才是永恒不变的真理。日月有常，太阳到了最高处也会落下，月亮到了最满的时候也会开始有缺，名和利看似庞大的大山，但只不过是一堆尘土，失去它们和用弩机射箭一样快。只有妇德才是永恒。也暗示了身居高位权倾一时的的贾后，祸乱宫廷，不尊妇德，最后落了个凄惨的下场。
这个场景，是各地学者最有争议的场景，早期中国绘画太阳中往往有三足的乌鸦，月亮中为蟾蜍。但不同的是，大英博物院藏《女史箴图》的月亮中的动物可以断定是一只玉兔。故宫博物院摹本月亮中反而为蟾蜍。另外，很对学者对这个场景的山景的风格也有异议。
通过最近对《女史箴图》的紫外线扫描，发现这个场景几乎所有的部分都被损坏和修复过。所以造成了以上争议。

### 场景7：化妆
人咸知飾其容，而莫知飾其性。
性之不飾，或愆禮正。
斧之藻之，克念作聖。
该场景想表现的是化妆只能美化容貌，不能美化品质，品质如果得不到美化，行为就会有错误和混乱，以妇德的标准改正和美化内心的品质，克服自己的邪念才能成为使自己真正具备美丽高贵的品德。
该场景一改前六个场景的紧张气氛，显得放松，画面中是三个妃子在洗漱化妆，一个妃子坐在铜镜和化妆盒前，另一个妃子为她梳头，另一个照镜的妃子可以通过镜子看见她的脸，镜子的正反两面，代表外貌和品德。

### 场景8：卧室
出其言善，千里應之。
苟違斯義，則同衾以疑。
该场景想表现，如果说出妇德的好处，千里之外都有知己，如果违背了妇德的要求，即使同床也会迟疑。
该场景绘有皇帝访问一妃子，但是坐在床边却迟疑，画中的妃子，斜靠床边，也显得警觉和迟疑。该场景直接表现和张华的诗作。

### 场景9：家庭
夫出言如微，而榮辱由茲。
勿謂幽昧，靈監無象。
勿謂玄漠，神聽無響。
無矜爾榮，天道惡盈。
無恃爾貴，隆隆者墜。
鑒於小星，戒彼攸遂。
比心螽斯，則繁爾類。
这个场景和第六个场景的山景相呼应，表现了一样的思想，世事皆难逃盛极而衰的法则，女性以妇德要求自己，要意识到为男性从属和渺小的地位。画面中帝王后妃和子女们形成一个和第六个场景中山景一样的三角形，如果做不到妇德的要求，即使有稳定的家庭生活，也会和尘土构成的大山一样，瞬间灰飞烟灭。

### 场景10：拒绝
歡不可以瀆，寵不可以專。
專實生慢，愛极则遷。
致盈必損，理有固然。
美者自美，翩以取尤。
冶容求好，君子所仇。
結恩而絕，職此之由。
这个场景和前面的和谐场面形成对比，帝王拒绝了他的妃子，画家用这个场景来表现如果做不到礼教中规定的妇德，无论如何也得不到社会主宰男性的认同。

### 场景11：收获
故曰：翼翼矜矜，福所以興。
靖恭自思，榮顯所期。
场景10表现了一个不遵守妇德被拒绝的女性，这个场景里绘了一个具备妇德的女性，将会得到荣誉。

### 场景12：女史
女史司箴，敢告庶姬。
结束场景，画面中女史埋头专心记录，两个妃子向她走去。

## 历史
米芾首先提及此画，然后进入徽宗的宣和画谱，此画本身有许多可以用来断代的收藏印章，但是很多被证实为伪作，比如一个“弘文之印”的印章，曾被认为是唐弘文馆的印章，但是后来被认为是伪造的，或者是一个后来叫弘文的人的私章。
最早的被认为的正式印章是“睿思東閣”,睿思宫为宋神宗(1067–1085)时期的宫殿，睿思宫虽然不是用来收场画作的场所，但是其中藏有王羲之兰亭集序的石刻，这幅画的存在，可以由徽宗1120年的宣和画谱和更早期的米芾确定，米芾记录此画为太监劉有方（活跃于1074–1099)所有。
1121年的靖康之禍，北宋灭亡，《女史箴图》下落不明，但是从北京故宫博物院的南宋摹本可知，此画没有落入金朝。《女史箴图》最后的部分有金章宗的印章，但是此印章没有在画面之上，所以很可能是后来加上的，画的最后部分还有南宋著名奸臣贾似道的印章。
南宋灭亡之后，王惲（1227–1304），受命整理南宋宫廷收藏，王惲的清单中没有提到《女史箴图》，元朝时期《女史箴图》由谁收藏未知，但是画中有一个八思巴文写成的“阿里”的收藏章，所以元朝时期该画很可能由一个回鹘官员收藏。
直至明朝中期王鏊（1450–1524)、嚴嵩(1481–1568)相继收藏，严嵩1562年倒台后，他的收藏被明政府没收，但是很快又流入何良俊（1506–1573)，然后顧從義（1523–1588)之手。1560年代項元汴(1525–1590)在《女史箴图》图上盖了50个收藏章，然后是著名画家董其昌（1555–1636）。后来在明末清初，《女史箴图》又被張丑(1577–1643)、張孝思、笪重光（1623–1692）、梁清標（1620–1691）等人收藏，最后从大盐商安岐(1683–1746)处流入乾隆皇帝之手。

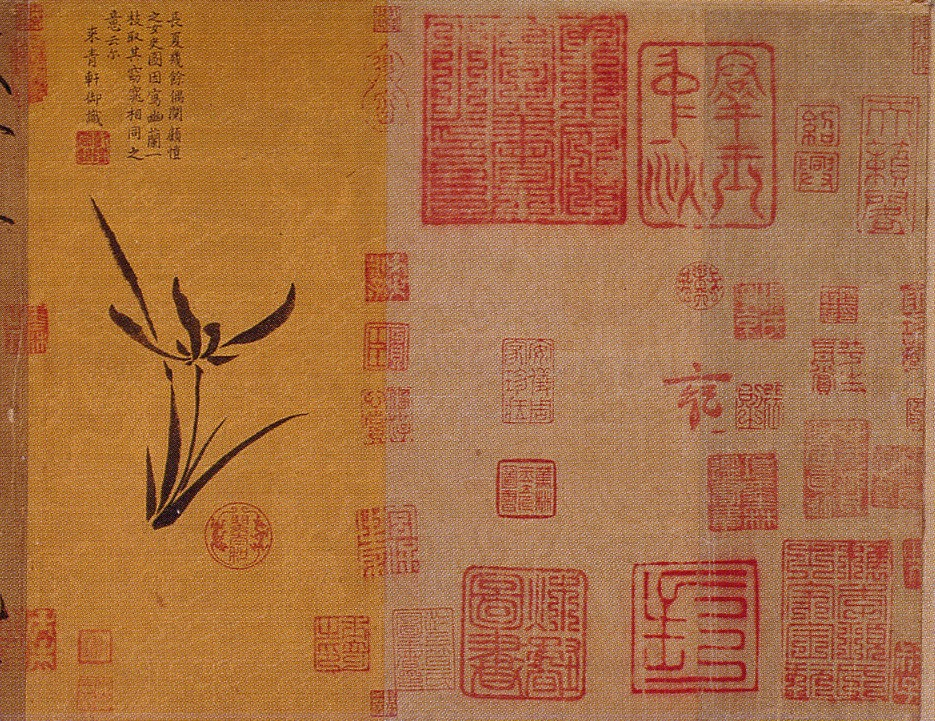
乾隆皇帝的兰花和题诗.

乾隆皇帝对《女史箴图》非常喜爱，1746年重新装裱，加入一些新部分，包括开头的描述，乾隆皇帝亲手画的兰花，等，乾隆皇帝把《女史箴图》和传为宋李公麟的《潇湘卧游图》 《蜀川胜概图》 《九歌图》 一齐称为四美，藏于靜怡軒 乾隆皇帝在《女史箴图》上盖了37个收藏章。
乾隆皇帝死后，包括《女史箴图》在内的“四美”一直被收藏于紫禁城建福宫花园，慈禧太后时期被移往颐和园，1899年义和团事件，八国联军进京，驻颐和园的英军第一孟加拉骑兵团的克劳伦斯.K.约翰逊上尉(Captain Clarence A. K. Johnson (1870–1937))趁乱将《女史箴图》盗走，约翰逊上尉的家人后来辩称，《女史箴图》是一个被约翰逊救过的贵妇的赠品，约翰逊1902年回到伦敦后，并没有意识到《女史箴图》的价值，他把《女史箴图》拿到大英国博物馆，想让馆员给画轴上的玉扣估价，大英博物馆绘画部的管理员Sidney Colvin (1845–1927)，和他的助手Laurence Binyon (1869–1943)意识到了这幅画的价值，于是以25英镑从约翰逊手中购得。1912年，大英博物馆雇佣日本画家杉崎秀明和漆原木虫制作了100份木板复制品，1914到1915期间，《女史箴图》被分割成两长段和一小段保存，第一段包含9幅场景的原作，第二段的包括了其他所有的后来添加部分，第三段是邹一桂的画作，从1914年以来，此画被保管于大英博物馆北区，由于光线原因很少展出。